# Neotephria
Neotephria là một chi bướm đêm thuộc họ Geometridae.